# Philereme saurisata
Philereme saurisata är en fjärilsart som beskrevs av Walker 1862. Philereme saurisata ingår i släktet Philereme och familjen mätare. Inga underarter finns listade i Catalogue of Life.